# Noa Kons
Noa Kons (* 1. Oktoberjul. / 14. Oktober 1908greg. in Riga; † unbekannt) war ein lettischer Fußballspieler.

## Karriere und Leben
Noa Kons wurde im Jahr 1908 in Riga in die Familie von Simha Kons (1875–?) und seiner Frau Sara (1874–1941, geb. Rosengarten) geboren. Er heiratete 1939 Dobi Mindlin.
Kons begann seine Fußballkarriere bei Makkabi Riga. 1933 wechselte der auf der Position des Verteidigers spielende Kons zu Hakoah Riga in die Virslīga, der höchsten lettischen Spielklasse. Bei Hakoah war er bis 1940 Stammspieler und bildete viele Jahre lang mit Sorahs Gutkins ein Verteidigerpaar. Nach dem Einmarsch der Roten Armee in Lettland während des Zweiten Weltkriegs war Kons mindestens im Jahr 1941 für Dinamo Riga aktiv.
Sein Schicksal im Zweiten Weltkrieg ist ungeklärt.

## Weblink
- Lebenslauf bei kazhe.lv (lettisch)

| Personendaten    | Personendaten                        |
| ---------------- | ------------------------------------ |
| NAME             | Kons, Noa                            |
| KURZBESCHREIBUNG | lettischer Fußballspieler            |
| GEBURTSDATUM     | 14. Oktober 1908                     |
| GEBURTSORT       | Riga, Gouvernement Livland           |
| STERBEDATUM      | 20. Jahrhundert oder 21. Jahrhundert |